# Річкові канонерські човни типу «Дрегонфлай»
«Дрегонфлай» (англ. Dragonfly-class river gunboat) був типом річкових канонерських човнів, останнім побудованим у Великій Британії. Призначалися для служби на ріках Китаю. Мали замінити побудовані під час Першої світової війни річкові канонерські човни типу "Інсект".  
Було заплановано побудувати шість кораблів, але лише з них  п’ять були побудовані: з цих п'яти чотири були втрачені у Другій світовій війні.  «Скорпіон» відрізнявся від решти кораблів цього типу дещо потужнішими озброєнням та двигуном. 

## Кораблі[1]
| Назва корабля | Закладені          | Завершено          | Доля                                             | Примітки                                            |
| ------------- | ------------------ | ------------------ | ------------------------------------------------ | --------------------------------------------------- |
| Dragonfly     | Грудень 1937 року  | Червень 1939 року  | Загинув у протоці Банка 14 лютого 1942 р.        |                                                     |
| Grasshopper   | Грудень 1937 року  | Червень 1939 року  | Загинув у протоці Банка 14 лютого 1942 р.        |                                                     |
| Locust        | Листопад 1938 року | Травень 1940 року  | Проданий для утилізації, 1968 р.                 |                                                     |
| Mosquito      | Грудень 1938 року  | Квітень 1940 року  | Втрачений під Дюнкерком 1 червня 1940 р.         |                                                     |
| Scorpion      | 1937 рік           | Листопад 1938 року | Загинув у протоці Банка 13 лютого 1942 р.        | Конструкція дещо відрізнялась від однотипних човнів |
| Bee           | н / в              | н / в              | Рішення про побудову скасовано у березні 1940 р. |                                                     |